# Oscar e la dama in rosa
Oscar e la dama in rosa (Oscar et la Dame rose) è un romanzo breve dello scrittore e drammaturgo francese Éric-Emmanuel Schmitt, pubblicato nel 2002 ed uscito in Italia l'anno seguente. Il libro costituisce la terza parte del Ciclo dell'invisibile sulle tre grandi religioni monoteiste.
Il testo racconta gli ultimi giorni di vita di Oscar, bambino malato di cancro, attraverso le lettere che il piccolo scrive a Dio ogni giorno.
Sono state realizzate riduzioni del libro sia per il cinema che per il teatro.

## Trama
(É. Schmitt, Oscar e la dama in rosa)

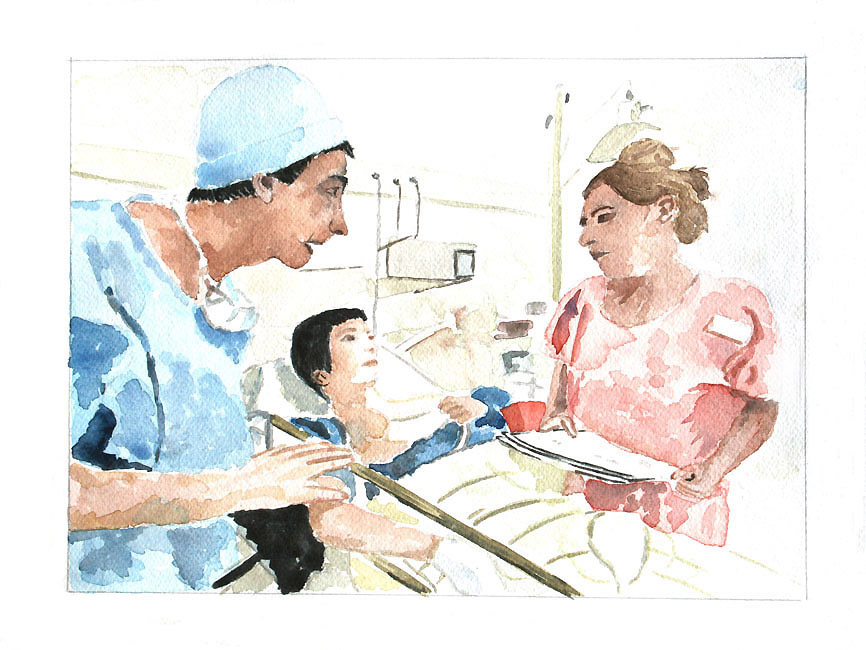
Visita della praticante e dell'infermiera in rosa (Marie-Claire Lefébure).

Oscar è un bambino di dieci anni ospedalizzato a causa di una leucemia in fase terminale. Consapevole della gravità della propria malattia vorrebbe parlarne con gli adulti ma sia il proprio medico che i genitori evitano i discorsi sulla sofferenza perché la temono. Solo una volontaria dell'ospedale, chiamata dal piccolo nonna Rosa, capisce la sua voglia di risposte. Questa lo invita a scrivere delle lettere a Dio per raccontargli la sua vita e, inoltre, gli propone un gioco: quello di vivere dieci anni in un giorno. Oscar accetta e si immagina di vivere a vent'anni, trenta, quaranta, etc. In tal modo attraversa prima di morire tutte le fasi della vita: dalla giovinezza all'età adulta fino alla vecchiaia. Nascono in lui nuovi sentimenti e si riconcilia con i suoi genitori. Nell'arco di dieci giorni la vita del piccolo si spegne ma, essendo vissuto fino a centodieci anni, è sazio di giorni. Le sue ultime parole sono per nonna Rosa alla quale lascia un biglietto sul comodino su cui scrive: Solo Dio ha il diritto di svegliarmi.

## Trasposizioni
Nel 2004-2005 è stato realizzato l'allestimento teatrale di Oscar e la Dama in Rosa per la regia di Jurij Ferrini e Oliviero Corbetta.
Nel 2009 l'autore ha diretto il film Oscar et la Dame rose basato sul romanzo, in cui Michèle Laroque interpreta il ruolo di nonna Rosa.

## Personaggi
- Oscar: protagonista del romanzo. Oscar è un bambino di dieci anni malato di cancro, soprannominato Testa d’Uovo (Crane d’Oeuf) dai suoi amici a causa della sua testa pelata
- Mamie-Rose: un'anziana volontaria dell’ospedale a cui Oscar si legherà particolarmente durante il corso della storia
- Pop Corn: bambino di nove anni affetto da obesità (da qui deriva il suo soprannome)
- Einstein: bambino affetto da idrocefalia
- Bacon: chiamato così a causa delle varie “ustioni” riportate sul suo corpo
- Peggy Blue: bambina affetta da Sindrome di Eisenmenger. Nel corso della storia intraprenderà una relazione con Oscar
- Genitori di Peggy
- I genitori adottivi di Oscar
- Sadrine: bambina con origini cinesi affetta da leucemia.

## Edizioni
- Éric-Emmanuel Schmitt, Oscar e la dama in rosa, collana BUR scrittori contemporanei, Rizzoli, 2005.

- Éric-Emmanuel Schmitt, Oscar e la dama rosa, collana Assolo, Edizioni E/O, 2015.